# Лимени дувачки инструменти
Групу лимених дувачких инструмената чине труба, хорна, тромбон и туба. Направљени су од метала. На једном крају имају усник који служи да се у цев дува ваздух, а на другом крају левкасти завршетак.

## Добијање тонова
Група музичких инструмената (познати и као аерофони инструменти од гр. αερο ваздух и φονος звук) код којих се звук производи дувањем, у већини случајева из уста и плућа свирача. Код дрвених дувача, отвори дуж цеви инструмента служе да се помоћу њих ваздушни стуб продужи или скрати, чиме се постиже мањи или већи број вибрација, односно виши или нижи тон. Ови отвори су распоређени тако да се одређеним прсторедом добијају постепено наредни виши полутонови у основној лествици у оквиру једне октаве, а затим се предувавањем добија октава (или дуодецима код кларинета) у којој се понавља поступак са употребом отвора и добијају се полустепени у новој октави. Међутим, код лимених дувачких инструмената начин произвођења звукова је другачији. Улогу једноструке или двоструке трске (или језичка) код дрвених дувача овде преузимају усне извођача, које су наслоњене на чашичасте или купасте уснике постављене на почетак цеви инструмента. Ваздушна струја, регулисана уснама, преко усника се групише у вибрације и преноси у ваздушни стуб цеви, који вибрира и производи одређени тон. При најмањем броју вибрација, добија се најнижи тон који одговара дужини цеви инструмента. Регулисањем ваздушног струјања и вибрација помоћу својих усана извођач на инструменту добија низ аликвотних тонова (често почевши од другог аликвотног тона). На следећем примеру су приказани аликвотни тонови произвољно узетог основног (тзв. педалног) тона C (тонови обележени пуним нотама су нечисти у интонацији, т. ј., нешто су нижи по висини).
Сваки интервал сукцесивног пара тонова се смањује у међусобном растојању, па према томе две мале терце, између 5. и 6. аликвотног тона и 6. и 7. нису исте величине, односно, 7. аликвотни тон је нешто нижи. Из тих разлога свирачи лимених дувача избегавају тај тон. Исту тенденцију имају и 11., 13. и 14. тон, али се они теже добијају на лименим инструментима, па се ретко и употребљавају. Ове нечистоће у интонацији се поправљају другим средствима, нпр. уснама, затим увлачењем десне руке у излазни отвор (левак, звоно) инструмента (на хорни) или малим подешавањем покретне цеви-повлачка (на тромбону).

## Механизми код лимених дувача
Сви лимени инструменти су снабдевени различитим додатним цевима, којима се по потреби основна цев инструмента продужава, а самим тим, на продуженој цеви се добија цео низ наведених аликвотних тонова у нижем звучању, јер је снижен и основни тон. Средином 19. века, извођачи су имали читав низ прстенастих или полукружних додатака разних величина, који су се уметали у цев инструмента и на тај начин је инструмент који је давао аликвоте једног основног тона (нпр. почевши од тона C) постајао инструмент који даје нови низ аликвота (нпр. почевши од тона F). Почетком 19. века је додуше пронађен систем са три додатне цеви, уграђене у инструмент, које су помоћу механизма (вентила) појединачно или комбиноване надовезивале главну цев, па се на тај начин у тренутку добијала дужа цев, а самим тим и нижи основни тон, али се овај систем почео примењивати много касније. Овај систем је схематски приказан на слици:
На сличан начин функционише и систем повезивања додатних цеви клапнама (или пистонима) које притискањем клизе у уздужној цилиндричној цеви. Тај механизам се јавља на труби. Сви лимени дувачи савремене градње су снабдевени вентилима који им омогућују да буду изведени и остали хроматски међутонови. Једино код тромбона, поред постојања ових инструмената са вентилима, више је у употреби инструмент са покретном клизајућом цев-повлачком. Она се по потреби увлачи и извлачи, чиме се дужина цеви скраћује или продужава. Због чистије интонације, овакви се тромбони чешће користе него они са вентилима.
Углавном сви инструменти ове групе имају три вентила (туба има четири, каткад и пет вентила), који снижавају почетни тон за пола степена, цео степен и један и по степен. Комбиновањем ових вентила, основни аликвотни низ се добија у нижем звучању на следећи начин:
| Положај (тромбон) | употребљени вентил | добијени аликвотни низ                                |
|                   | 0                  | на основном тону                                      |
|                   | 2.                 | ½ степена ниже                                        |
|                   | 1.                 | 1 степен ниже                                         |
|                   | 3. (или 1.+2.)     | 1½ степен ниже (мала терца)                           |
|                   | 2.+3.              | 2 степена ниже (велика терца)                         |
|                   | 1.+3.              | 2½ степена ниже (чиста кварта)                        |
|                   | 1.+2.+3.           | 3 степена ниже (прекомерна кварта или умањена квинта) |

Овим могућностима одговара седам положаја извлачења покретне цеви на тромбону. Цео изложен начин извођења омогућава да се добију сви хроматски полустепени између тонова аликвотног низа изузев између 1. (основни или педални тон) и 2. у низу код оних инструмената код којих је могућно добити педални тон (нпр. код тенор-тромбона).
Овај начин произвођења тонова (овде изложен мало дуже да би се приказала тежина добијања тона код лимених дувача него код других инструмената) указује на основни недостатак лимених дувачких инструмената: они немају такве техничке способности као гудачи или дрвени дувачи у извођењу брзих и дугих пасажа, учесталих већи скокова, широких и брзих арпеђата и друго. Исто тако, вођење рачуна о даху и дисању је овде много битније него код дрвених дувача и при компоновању се води рачуна о давању краћих фраза и већег одмора у свирању. Још једна појава је код ових дувача израженија, а то је кондензовање водене паре унутар цеви инструмента, која омета извођење тонова и у ту сврху су лимени дувачи опремљени посебним отворима за испуштање влаге (осим тромбона који у ту сврху извлаче читаву цев-повлачак).
Највиши звучни регистри у којима постоје инструменти дрвене дувачке и гудачке секције (флаута, пиколо флаута, виолина) не постоје у овој групи инструмената. Њихов обим покрива распон од око пет октава, ужи од распона код других група. Али, лимени дувачи имају сјајне и светле тонове, а најпре силину звука, што им даје динамичку премоћ у оркестру. Динамички врхунац се не може замислити без tutti (ит. сви) акорада лимених дувача који наткриљују остале инструменте.

## Сордина и покривени тон
Код лимених инструмената могућа је промена квалитета тона помоћу сордине. То је уметак крушкастог или другог сличног облика, направљен од различитог материјала (алуминијум, дрво, картон и др.), који се ставља у проширени, левкасти отвор инструмента, чиме се тонови пригушују и смањује резонанца. Углавном се примењује једна сордина, мада постоји и двојна сордина. Пригушена боја инструмента са сордином, мало реска и назална у звуку (која, нпр., приближава звук трубе звуку обое и енглеског рога, врло се често примењује у p као неки одјек, звук из даљине. Међутим, могућна је употреба и у f код оштрих, реских, карактеристичних акцената и одређених атмосфера. Сордина се најчешће употребљава код труба, мање код хорни и тромбона, а врло ретко код тубе. Почетак употребе сордине се обележава са con sordino (нем. gedämpft, фр. avec sourdine, ен. mute(d), рус. закритый или сурдина), док се престанак означава са senza sordino.
Сличан, мада мање пригушен тон се добија и стављањем песнице или шаке у левкасти отвор инструмента. Тај поступак се примењује код хорне и за корекције интонације, јер песница десне руке гурнута дубље у отвор инструмента скраћује цев и тиме повишава изведени тон за читав полустепен. Зато се на хорни, да би се добио одрећени тон пригушен руком, интонира пола степена ниже. То, међутим, није случај са осталим лименим дувачима. Наведени начин добијања покривеног тона се користи код трубе и хорне, а мање је практичан на тромбону, а потпуно је неизводљив на туби. Најчешћа пракса је да се покривени тон обележава крстићем изнад ноте, а прекидање тог тона, односно враћање на отворен тон, се означава кружићем над нотом. Исто тако, као и код сордине, може се означити и речима: итал. chiuso (coperto) – aperto,  , фр. , енгл. , рус. застопоренный – открытый.

## Састав и величина лименог дувачког корпуса
Лимени дувачки инструменти који су најчешћи у симфонијском оркестру су:
- хорна (Corno – Cor.)
- труба (Tromba – Trb. или од енглеског )
- тромбон (Trombono – Trbn. или од енглеског )
- туба

Према двојном, тројном и четворном саставу дрвених дувача, у редоследу у партитури испод њих налазимо следећу заступљеност лимених дувача:
- двојни састав
  - 2-4 
  - 2 
  - 2-3 
  - (1 )
- тројни састав (најчешћи састав)
  - 4 
  - 3 (ређе 2) Trb.
  - 3 
  - 1 Tb.
- четворни састав
  - 6-8 
  - 4 
  - 3-4 
  - 1